# Arthur & Claire (Film)
Arthur & Claire ist eine deutsch-österreichisch-niederländische-Koproduktion aus dem Jahr 2017 von Miguel Alexandre mit Josef Hader als Arthur und Hannah Hoekstra als Claire. Das Drehbuch von Miguel Alexandre und Josef Hader basiert auf dem gleichnamigen Theaterstück von Stefan Vögel. 
Der Film wurde auf der 17. Filmkunstmesse Leipzig am 25. September 2017 als Eröffnungsfilm gezeigt. Der Kinostart erfolgte in Österreich am 16. Februar 2018 und in Deutschland am 8. März 2018. ORF-Premiere war am 1. November 2019, die Erstausstrahlung im ZDF am 21. Juli 2020.

## Handlung
Der Anfang 50-jährige Arthur leidet unheilbar an Lungenkrebs. Er reist nach Amsterdam, um dort in einer Klinik für Sterbehilfe seinem Leben selbstbestimmt ein Ende zu setzen. Am Vorabend möchte er in seinem Amsterdamer Hotelzimmer noch ein letztes Festmahl zu sich nehmen und einen Abschiedsbrief an seinen Sohn schreiben, allerdings stört ihn dabei die laute Musik aus dem Zimmer nebenan. Arthur geht hinüber, um sich zu beschweren, und macht dabei die Bekanntschaft der Anfang 30-jährigen Claire, die gerade dabei war, sich mit Tabletten das Leben zu nehmen. Arthur gelingt es, sie vom Suizid abzuhalten. Die Diskussion über den Sinn eines Lebens, das nicht gerade vom Glück überstrahlt ist, mündet in den Kompromiss, einen letzten Abend gemeinsam zu verbringen. 
Claire zeigt Arthur das Nachtleben Amsterdams. Ein Jahr zuvor kam ihre 5-jährige Tochter bei einem Verkehrsunfall ums Leben, während Claire am Steuer saß und überlebte. Durch die Gespräche mit Arthur fasst sie neuen Lebensmut. Dagegen scheint ihr es nicht zu gelingen, Arthur von seinem Vorhaben abzubringen. Als Arthur jedoch am nächsten Morgen schon an der Klinik ist, dreht er um, sucht Claire und findet sie. Gemeinsam reisen sie in den Heimatort von Claire.

## Produktion
Die Dreharbeiten fanden von November 2016 bis Januar 2017 statt, gedreht wurde in Amsterdam, München und Wien. Unterstützt wurde der Film vom Österreichischen Filminstitut, dem Filmfonds Wien, dem FilmFernsehFonds Bayern, Nordmedia, der Filmförderungsanstalt (FFA), dem Deutschen Filmförderfonds (DFFF), HessenFilm und dem Niederländischen Film Fonds, beteiligt waren der ORF und das ZDF. 
Produziert wurde der Film von der deutschen Tivoli Film Produktion GmbH, Koproduzenten waren die österreichische Mona Film Produktion GmbH und die niederländische Topkapi Films. Für den Ton zeichnete Max Vornehm verantwortlich, für das Kostümbild Birgit Hutter und für das Szenenbild Susann Bieling.
Der Film wurde 2020 im Rahmen der Edition österreichischer Film von Hoanzl und dem Standard auf DVD veröffentlicht.

## Rezeption
Alexandra Seibel befand in der Tageszeitung Kurier, dass Josef Hader im eigenen Drehbuch genug Platz finden würde, um seinen bewährten Wiener Schmäh mit einer gehörigen Portion Selbstverachtung unterzubringen. „Bittersüße, zart-humorig eingeschwärzte Dialoge mit Selbstironie beseelen dieses Zwei-Personenstück, das ein bisschen Lebensweisheit mit einem Schuss Konvention zu einem netten, nicht allzu tiefschürfenden One-Night-Stand mischt.“
Das Portal femundo.de lobte die gelungene Besetzung: „Die Chemie zwischen den beiden Hauptdarstellern stimmt, Haders morbider Schmäh kontrastiert wunderbar mit dem rotzig frechen Charme, den die großartige Hannah Hoekstra auch als Lebensmüde Claire versprüht.“
Dominik Kamalzadeh meinte auf DerStandard.at, dass das dramaturgische Stimmungspingpong etwas routinemäßig bleiben würde, ebenso der Hang zu Pointen, die auf die kleinen kulturellen Unterschiede zwischen Österreich und den Niederlanden abzielen. Erhellender seien jene Dialoge, die den Besonderheiten der Figuren gelten, ihnen Persönlichkeit zugestehen. „Der Augenblicklichkeit einer vielleicht letzten Nacht Nachdruck zu verleihen bleibt in Arthur & Claire vor allem das Verdienst der Darsteller. Hader und Hoekstra sind ein gerade aufgrund der Dissonanzen harmonisches Gespann. Seine Abgebrühtheit, die nur unter Marihuanakonsum etwas abflaut, findet in ihrer aufbrausenden Natürlichkeit ein schönes Gegengewicht. So etwas kann dann selbst Misanthropen erweichen.“

## Auszeichnungen und Nominierungen
- 2018: Romyverleihung 2018 – Auszeichnung in der Kategorie Bester Produzent Kinofilm[14][15]
- 2018: Austrian Ticket für mehr als 75.000 Besucher[16]
- 2018: Hessischer Film- und Kinopreis – Auszeichnung in der Kategorie Spielfilm[17]